# Casa Ramona Quer
La Casa Ramona Quer és un edifici inventariat al centre de la vila de Vilafranca del Penedès, en un carrer estret que connecta la plaça de la Vila i la de Sant Joan amb la rambla de Sant Francesc. L'edifici va ser projectat per l'arquitecte Santiago Güell i Grau l'any 1906. És una casa entre mitgeres i de dues crugies. Consta de soterrani, planta baixa i dos pisos, amb terrat. Són interessants les baranes dels balcons i del terrat, de ferro forjat. El coronament de la façana és corb. El llenguatge de l'edifici és modernista.